# كريس داهل
كريس داهل هو دراج كندي، ولد في 7 يوليو 1992 في كالغاري في كندا.

## وصلات خارجية
- كريس داهل على موقع الاتحاد الدولي للدراجات (الإنجليزية)
- كريس داهل على موقع أرشيف الدراجات (الإنجليزية)
- كريس داهل على موقع إحصائيات الدراجات الإحترافية (الإنجليزية)
- كريس داهل على موقع نسبة الدراجات (الإنجليزية)